# 广播

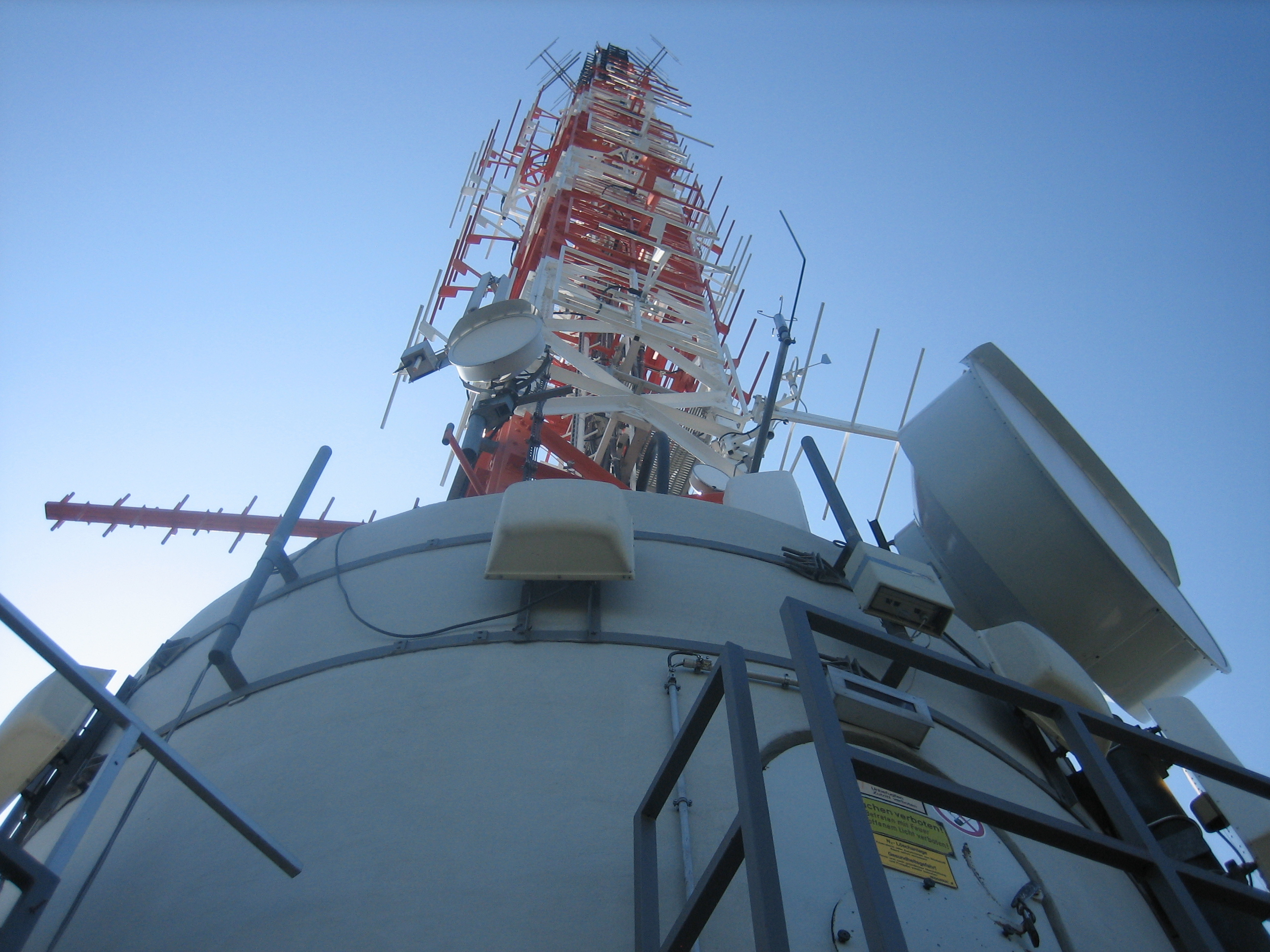
電波塔是常見的廣播設施之一，圖為德國斯圖加特電視塔

廣播（英語：Broadcasting）是指利用電子通訊技術傳送聲音、影像、影片等資訊內容提供給公眾的行為，屬於傳播媒體的範疇。相對於電話、早期無線電等電子通訊形式，其特色是「一對多」，單向的將資訊傳播給廣大的受眾對象。廣播主要分為兩大類型，分別為傳播聲音內容的電台廣播、以及同步傳播聲音與視覺內容的電視廣播，其中電台廣播在1920年代開始流行，發展的時間較早。提供廣播內容的單位或設施稱為廣播台，亦稱電台，包含廣播電台與電視台。從廣播衍生但形式相異的概念為小眾傳播與隨選視訊。
在台灣、中國大陸，「廣播」一詞大多專指或簡稱電台廣播；但在香港、澳門與同屬漢字文化圈的日本、韓國，「廣播」統稱電台廣播、電視廣播等無綫電傳播媒體，甚或其他電子傳播媒體。廣播在日語、韓語、越南語、臺語的漢字中稱為「放送」，但臺語亦有「廣播」用法。而與「廣播」一詞的運用類似，「電台」在台灣、中國大陸經常直指廣播電台。廣播在現代語境中，亦可當作動詞使用，例如商場、學校體操場、車站大堂、巴士車廂內等，經常組詞為「正在廣播」。
廣播主要利用大氣電波等無線通訊方式做為媒介，但也可透過有線通訊的方式進行（例如有線電視）。美國《聯邦規則彙編》的第47篇第97部分，將廣播定義為「旨在供公眾直接或中繼接收的傳輸」；在此準則下，雙向雙點式的電子通訊不在廣播的範圍內，至於1990年代興起的網路廣播，雖然是透過網際網路傳送內容，但因以公眾為服務對象，仍然符合廣播的定義。由於廣播的運作媒介被視為公共財，涉及公眾利益，因此世界各國多將廣播列為管制型產業，不允許任何個人或團體任意從事廣播行為。

## 概要
廣播是指在一對多模式中，通過任何電子大眾傳播媒體向分散的受眾分發音頻或視頻內容；通常情況下，使用的是電磁波（無線電波）。廣播的概念始於調幅廣播電台，隨著真空管無線電發射器和接收器的流行，調幅廣播電台在1920年代開始流行。而在之前，所有形式的電子通訊（早期的無線電、電話和電報）都是一對一的，並且傳送的訊息也是針對接收者個人的。“廣播”這個詞語源自在田間耕作時廣泛播撒種子的農業播種方式。後來這個詞語就用來描述信息通過印刷品或電報而廣泛傳播。早在1898年，就出現了將這個概念應用於單個無線電設備向多個接受傳輸信息的案例裡。
無線廣播通常與廣播電台或電視有關，雖然近些年來，它們的傳輸已經絕大部分都是通過電纜（有線電視）。接收方可以是大眾或某個相對人數規模較小的族群，但是他們只要擁有相應的技術和接收設備（例如收音機和電視機）即可接收廣播信號。廣播包括政府管理的服務，例如：公共廣播電台、社區廣播及公共電視台等；以及由私人商業機構提供的服務，例如商業電視台和商業廣播電台。美國《聯邦規則彙編》第47條第97款將“廣播”定義為“旨在向公眾提供直接或轉播的傳輸服務”。因此，私人或雙向的電信傳輸不符合此定義。例如：業餘無線電和民用波段无线电台運營者就不允許進行廣播。同時根據這個定義，“傳輸”與“廣播”的概念也是不一樣的。
廣播電台或電視台通過無線電波將其節目傳輸到家庭用戶接收器的過程被稱之為“無線廣播”或“地面廣播”，這在大部分的國家或地區是需要廣播許可的。而通過電線或電纜傳輸，比如有線電視，也被視為廣播，而這些在大部分國家或地區是不需要廣播許可（少數國家或地區也還是需要）的。而進入2000年代，通過數字串流媒體的方式傳輸廣播電台或電視台節目的方式也越來越被認可為廣播。
廣播中內容的排序被稱為“節目表”。與所有的技術進步一樣，廣播在其發展中也誕生了許多術語，而這些可以查看廣播術語表。電視和廣播電台節目一般是通過無線電波或有線電纜進行發佈的。通過對節目信號進行加密並在用戶家庭安裝帶有解密功能的有線電視盒可以發展出訂閱頻道、收費電視及付費點播等服務。

## 發展歷史
最早的廣播包括採用摩爾斯電碼通過無線電波傳輸電報信號，而這套系統是由薩繆爾·摩斯與物理學家約瑟·亨利、阿爾弗萊德·維爾於1830年代發明。他們所開發的電報系統可以讓電磁脈衝沿著電線傳播，從而控制接收端的電磁體。而使用這種脈衝和之間的靜默來傳輸自然語言就需要一種代碼，因此薩繆爾·摩斯就成了發明現代國際摩爾斯電碼的先驅。這對於航船與航船以及航船與港口之間的通訊非常重要；而對於商業、一般新聞報道以及業餘無線電愛好者進行個人通信來說，也變得越來越重要了。
音頻廣播在1900年代開始進行實驗性廣播；而到了1920年代，它就已經發展成為一種重要的家庭媒體。音頻廣播最初以調幅廣播形式出現，後來發展出調頻廣播。就在音頻廣播開始流行的1920年代，電視廣播也進入到實驗階段。到了第二次世界大戰之後，電視廣播通過甚高頻和超高頻波段進行廣播並變得流行起來。衛星廣播則始於1960年代，並在1970年代進入大規模產業引用階段；直播廣播衛星則在1980年代出現。最初，所有的廣播都是採用模擬信號通過模擬傳輸技術廣播；但到了2000年代，絕大部分國家或地區的廣播都已經採用數字信號通過數字傳輸技術傳播。
在一般情況下，廣播是指從各種來源向公眾傳播娛樂或信息節目。在1986年至2007年這20年間，全球通過單向廣播網絡接收傳輸信息的能力增加了三倍有餘，從432艾字節（經過優化處理）增長到1.9澤字節。這相當於每人每天從1986年閱讀55份報紙變成在2007年閱讀175張報紙。

## 傳播方法
從歷史上看，有如下幾種向公眾傳播音頻和視頻的電子方法：
- 電話廣播（1881年－1932年）：這是最早的電子廣播形式。需要注意的是，這裡未將早期的股票電報公司在1867年所提供的自動股價報價電報紙帶（英语：Ticker tape）傳輸服務定義在內。電話廣播始於劇院電話（英语：Théâtrophone）服務，這是一種通過電話讓聽眾可以在家裡收聽劇院現場表演的電子傳輸服務，該服務與1881年由法國發明家克雷芒·阿德爾所發明。隨著包括新聞和娛樂內容的電話報紙（英语：Telephone newspaper）服務在1890年代的引入，電話廣播在歐洲主要大城市得到了增長。這些基於電話的訂閱服務是電子 / 電氣廣播的第一個示例，而它提供了多樣的節目服務。
- 電台廣播（1906年迄今）：電台廣播的實驗性應用始於1906年，而大規模的商業應用則始於1920年。這是通過無線電波為載體，將音頻節目從發射器發送，再通過天線拾取而最後通過調諧器（英语：Tuner (radio)）接收。廣播電台站可以聯合組建成電台網，然後以廣播聯賣、同步廣播、數字子頻道等形式傳輸通用電台節目。
- 電視廣播（1925年迄今）：電視廣播的實驗性應用誕生於1925年，而商業應用則是出現在1930年代。隨著無線電技術的發展，使得無線電波也可以搭載視頻信號。
- 有線廣播（1928年迄今）及有線電視（1932年迄今）：兩者都是通過同軸電纜進行傳輸。最初這只是用於對廣播電台或電視台節目的傳輸渠道，而後來則發展出專門有線廣播電台頻道或有線電視頻道。
- 衛星電視（1974年迄今）及衛星廣播電台（英语：Satellite radio）（1990年迄今）：利用衛星將相關節目直接傳輸到用戶家庭，這和電視台或廣播電台演播廳通過衛星上行或下行傳輸信號不同。衛星廣播除了可以提供傳統電視台或廣播電台的節目之外，也有專門的衛星電視台或衛星廣播電台節目提供。
- 網路廣播（1993年 / 1994年迄今）：與衛星廣播性質相似，即通過互聯網傳輸傳統電視台或廣播電台的節目和專門的網絡電視台及網絡廣播電台的節目。

## 營利類型
目前，有如下幾種營利模式可以為廣播機構的生存提供持續的財務支持。
- 商業廣播：商業廣播是營利性的，它們通常是私營性質的廣播台站、頻道、聯播網以及向公眾提供廣播服務的機構。這些機構的營利方式包括向廣告商出售電視或電台節目期間或間隙的廣告時間來獲取廣告費，同時它們還能與有線廣播服務商合作通過收取訂閱費來增加財務收入。
- 公共廣播：公共廣播通常是非營利性質的，它們通過許可費、政府撥款、基金會資助、公司承銷、觀眾會員資格、捐款或這些形式的組合等方式來獲取財務收入以支持它們的廣播台站及聯播網。
- 社區廣播（英语：Community broadcasting）：由社區團體所擁有、運營或聯播編排的廣播台，以提供當地感興趣的“本地節目（英语：Local programming）”。社區廣播通常由非營利機構負責運營；但在某些情況下，它們會與當地的學院或大學、有線公司及市政府合作。

在實際應用中，廣播機構或許會採用上述盈利模式的組合。例如在美國，全國公共廣播電台（NPR）與公共廣播電視公司（PBS）作為公共廣播除了依靠訂閱費和捐贈之外，還可以從公共廣播公司獲得資金；這筆資金由美國國會每兩年分配一次。美國的公共廣播公司與慈善機構在捐款時會考慮到與商業廣告不同的承銷點，因為這更容易受到聯邦通訊委員會的特別監管，要求不得出現產品宣傳或“行動呼籲”。

## 播出模式

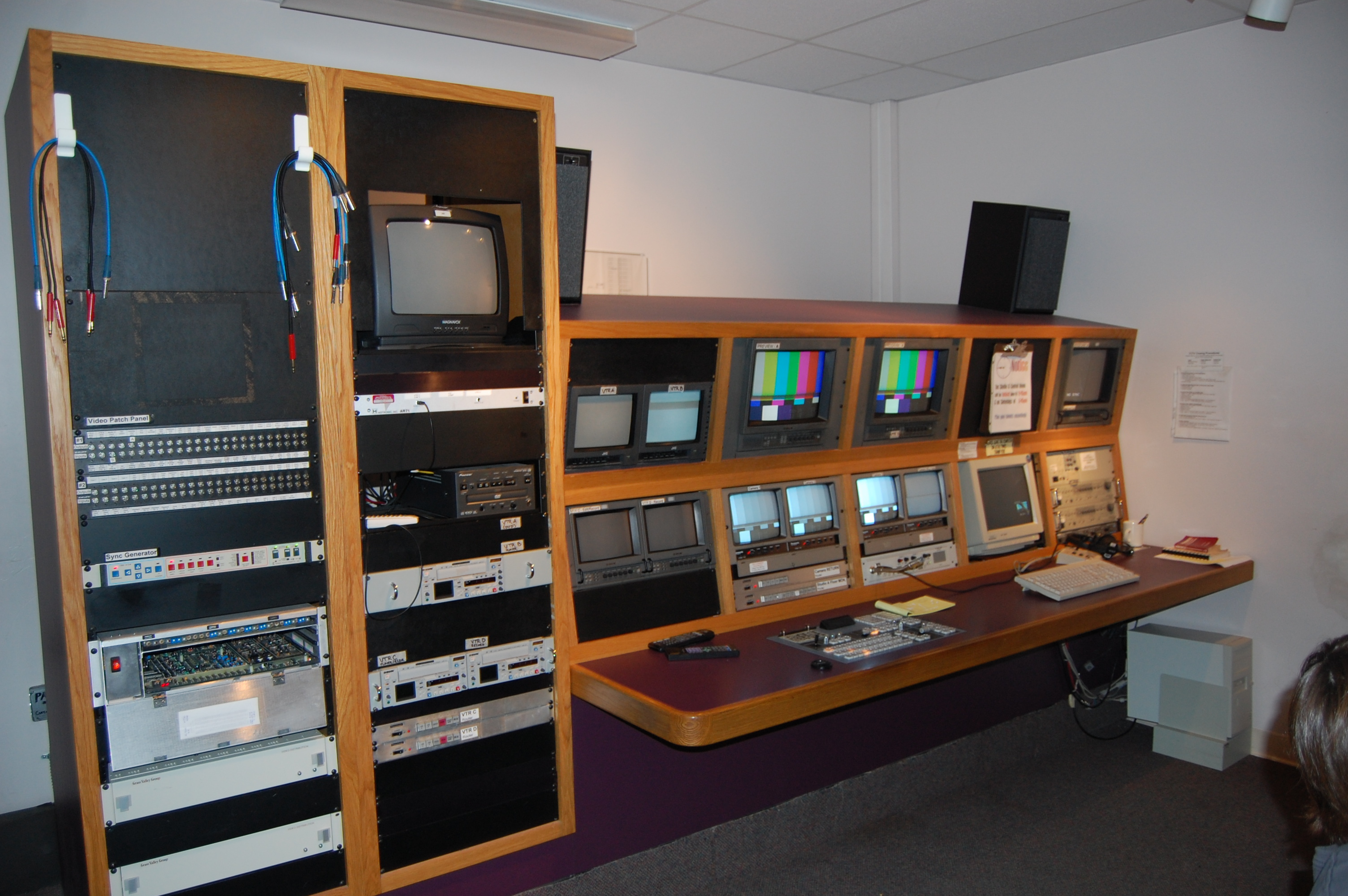
位於華盛頓州奧林匹亞一家電視演播廳的副控室。

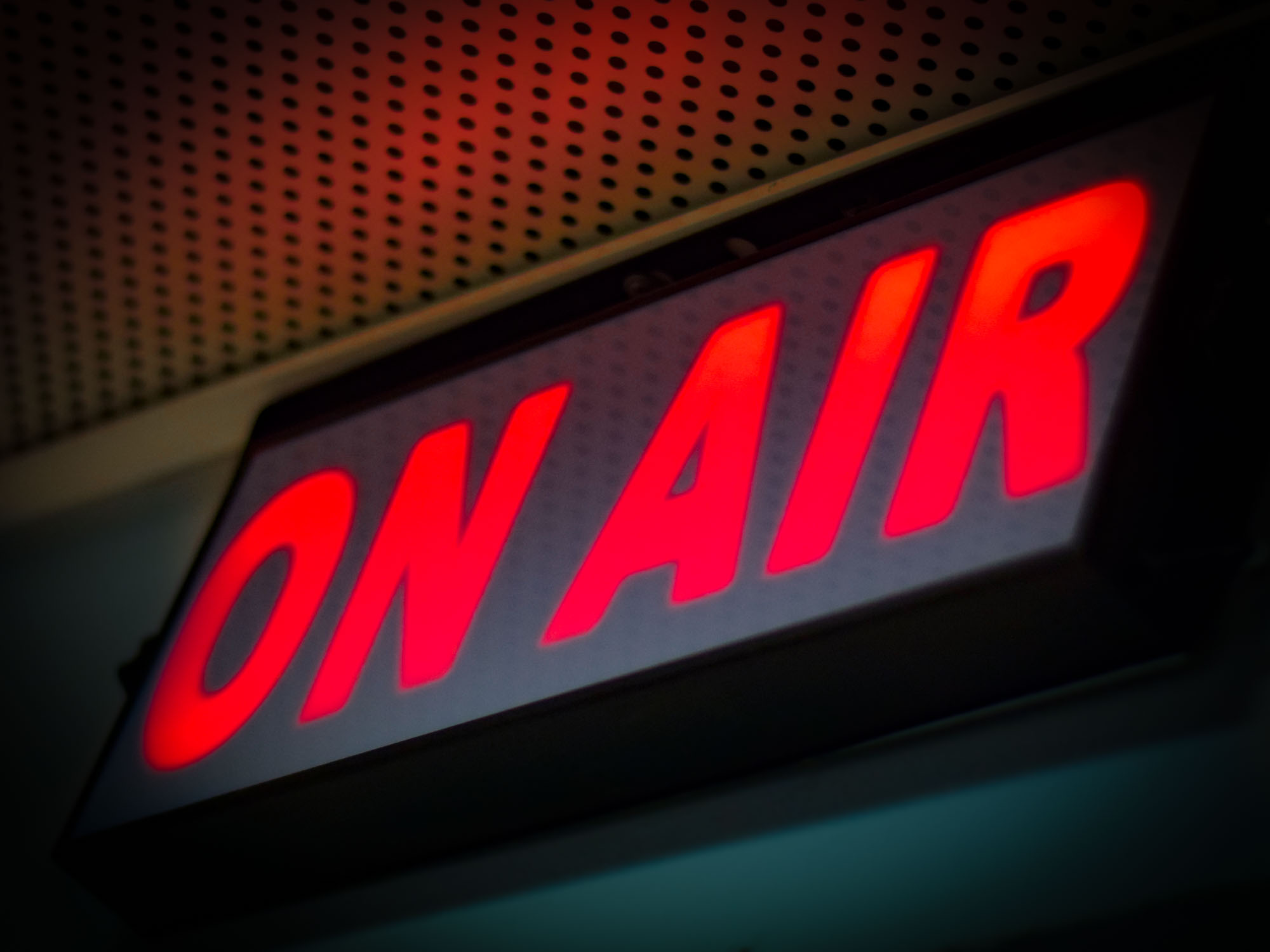
當“On Air（正在廣播）”的紅燈亮起時，通常表示正在廣播或正在錄製。

1937年，第一次常規電視廣播開始播出。廣播可以區分為“錄播”和“直播”。前者可以糾正錯誤並刪除多餘或不需要的材料、重新排序、應用慢動作和重複以及其他增強節目的技術。

## 社會影響

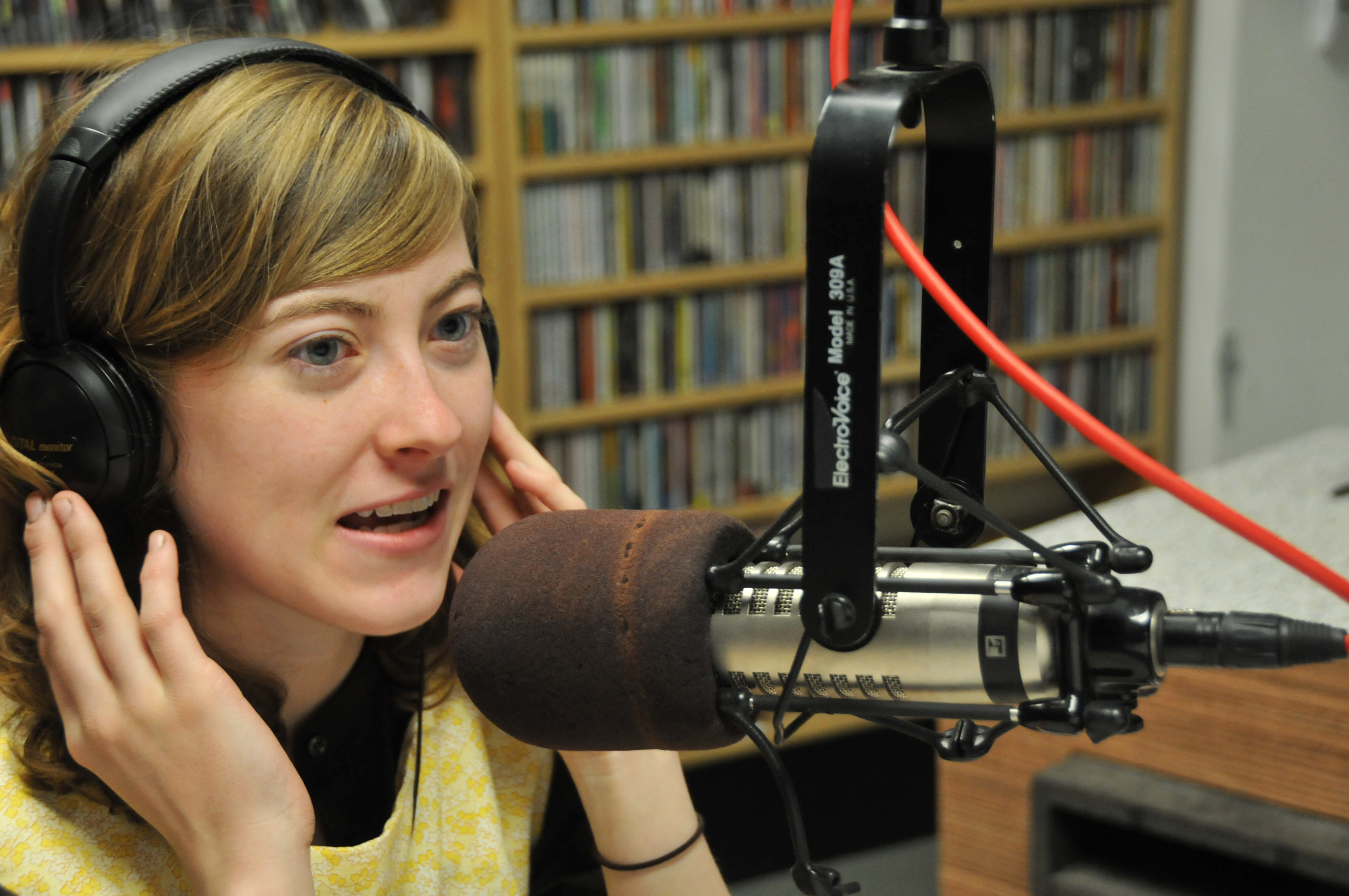
位於新奧爾良杜蘭大學的WTUL廣播電台的播音間。

約翰·達勒姆·彼得斯（John Durham Peters）在論文中寫道，傳播是一種宣傳工具。他說：“宣傳是一個鏡頭，有時是一個有用的歪曲形式，它可以幫助我們解決相互影響、存在、時空等基本問題……在任何未來傳播理論的議程上都是如此”。宣傳的重點是將消息從一個主要來源傳遞給一個較大的受眾群體，而無需在兩者之間進行對話。一旦消息從主要來源發佈出來，那就意味著它有可能被政府官員篡改或曲解。但是無法確定這些消息是如何被較大的人群或社群所接受。人們可以選擇聆聽分析它們，也可以簡單地忽略它們。宣傳傳播在廣播領域裡被廣泛使用。
廣播的重點是傳達信息，而大眾則要按照自己的意願去做。達勒姆還指出，廣播是用來宣揚一種開放式終點的。有廣播的許多形式，但它們的目的都是發布一種會達到目標受眾的信號。通常情況下，廣播公司會將所有受眾視為一個群體。在媒體廣播方面，電台節目可以吸引大量的追隨者，他們每天都收聽特定的唱片騎師的節目。唱片騎師遵循他或她的廣播節目的劇本，然後對著麥克風說話。他們通常並不希望他們的聽眾會即時做出反饋。信息通過廣播電波覆蓋整個社區，但是受眾不一定能夠立刻對此做出反應，尤其很多廣播節目是在播放時之前錄製的。

## 延伸閱讀
- Sean Gilbert.  74th Edition. WRTH Publications Limited. 2019-12-19  [2020-07-16]. ISBN 9781999830021. （原始内容存档于2020-07-25）.（《世界廣播電視手冊》2020卷）
- Alan Wells. . Greenwood Publishing Group. 1996  [2020-07-16]. ISBN 9781567502459. （原始内容存档于2020-07-23）.

## 外部連接
- 廣播愛好者論壇 （页面存档备份，存于）（简体中文）
- 火腿電台 （页面存档备份，存于）（简体中文）——業餘無線電廣播愛好者網站
- Hong Kong Radioer （页面存档备份，存于）（英文）
- Radio Locator （页面存档备份，存于）（英文）——可以查閱美國廣播電台的類型、功率、覆蓋範圍等信息。
- Radio and Broadcast Technology Page （页面存档备份，存于）（英文）——廣播發射器的歷史
- Histoire de la T.S.F. et de la radio （页面存档备份，存于）（法文）